# 문덕면
문덕면(文德面)은 대한민국 전라남도 보성군의 면이다. 인구는 약 1천 명이다.

## 행정 구역
- 귀산리(龜山里)
- 덕치리(德峙里)
- 동산리(桐山里)
- 봉갑리(鳳甲里)
- 봉정리(鳳亭里)
- 양동리(陽洞里)
- 용암리(龍岩里)
- 운곡리(雲谷里)
- 죽산리(竹山里)

## 교육
- 문덕초등학교